# John Rice (Schachkomponist)
John Rice (* 19. Juli 1937) ist ein britischer Schachkomponist. Er war von 2002 bis 2006 Präsident der Ständigen Kommission für Schachkomposition bei der FIDE (PCCC).
Mitte der 1950er Jahre arbeitete er an zweizügigen Mattaufgaben. In den 1960ern wurde er Sachbearbeiter des British Chess Magazine. Mitte der 1980er Jahre wurde er Präsident der British Chess Problem Society, für deren Zeitschrift The Problemist er 1999 ein Mitarbeiter wurde.
Rice ist seit 1969 Internationaler Meister für Schachkompositionen, seit 1972 Internationaler Schiedsrichter für Schachkompositionen und seit 2015 Großmeister für Schachkomposition.  Er leitete mehrfach die britische Meisterschaft im Lösen von Schachaufgaben.

## Privates
Rice ist verheiratet; das Ehepaar hat zwei Söhne.

## Werke
- Michael Lipton, R. C. O. Matthews & John M. Rice: Chess Problems: Introduction to an Art. Faber & Faber. London 1963
- John Rice: Chess Wizardry: The New ABC of Chess Problems. Batsford. London 1996. ISBN 1-879479-33-8.